# HU-243
HU-243（也称为），分子式C25H40O3，是一种人工合成的大麻素，与同系物坎比醇相比多一个桥联亚甲基，与HU-210相比少了一个碳碳双键，三者在侧链位置有偕二甲基，存在偕二甲基效应。